# Caïm Riba
Caïm Riba Pastor, född 1974 på Formentera, är en spansk musiker. Han är son till musikern Pau Riba och Mercè Pastor.

## Biografi

### Tidiga år, Pastor
Caïm Riba växte upp omgiven av konstnärer och bohemer, vilket gav inspiration till att själv vilja uttrycka sig musikaliskt. 1996 startade han tillsammans brodern Pauet Riba instrumentalgruppen Pastora. Fyra år senare anslöt sig aktrisen och sångerskan Dolo Bertrán som textförfattare och vokalist. Caïm Riba tog därefter hand om gruppens låtkomponerande.
Gruppen Pastora kännetecknades därefter av dansmusik, präglad av elektroniska instrument och synthesizrar. Pastora uppmärksammades bland annat med den spanska hitlåten "Lola" och fram till 2012 gav man ut sammanlagt åtta album. Sången var i regel på spanska, men 2012 års Una altra galàxia var gruppens första med sång helt på katalanska.

### Solokarriär
2014 inledde Caïm Riba en solokarriär via albumet A 306 km. Det var mer singer-songwriter-präglat och med betraktelser över hans liv och uppväxt på en liten ö. Albumtiteln syftar på avståndet mellan barndomens Formentera och Barcelona, där han numera bor. På albumet medverkade även bland annat Jordi Lanuza från Inspira och Santi Balmes från Love of Lesbian, två grupper som han känner sig musikaliskt besläktad med.
Fyra år senare kom albumet Nararai, som fortsatte vägen bort från den elektroniska dansmusiken från Pastora och mot en mer lågmäld vispop.
Ribas tredje album – Llunes de Plutó ('Plutos månar') publicerades i början av 2021. Med albumet och låtar som "Em sembla bé" och "Un dia perfecte" nådde Riba en ny publik, och albumet belönades med Premi Enderrock för årets singer-songwriter-album.
Våren 2023 kom det fjärde albumet, betitlat El racó dels pensaments ('Tankarnas hörn'). Skivan fortsatte i den livspositiva stil som föregångaren påbörjat, men bland de lugnare och mer eftertänksamma låtarna finns bland annat titellåten.

## Diskografi (soloalbum)
- A 306 km (2014, Music Creativos)
- Nararai (2018, DiscMedi)
- Llunes de Plutó (2021, RGB Suports)
- El racó dels pensamentsi (2023, RGB Suports)